# Perrigo
Perrigo Company plc este un producător american înregistrat în Irlanda, producător de produse farmaceutice fără prescripție medicală cu marcă proprie și, deși 70% din vânzările nete ale Perrigo provin din sistemul de sănătate din SUA, Perrigo are sediul legal în Irlanda în scopuri fiscale, ceea ce reprezintă 0,60% din vânzările nete. În 2013, Perrigo a finalizat a șasea cea mai mare inversiune fiscală corporativă din istoria SUA, când și-a reînregistrat statutul fiscal în Irlanda pentru a evita impozitul pe profit în SUA. Perrigo își menține sediul central în Grand Rapids, MI, în cadrul parcului de inovare Grand Rapids Innovation Park al Universității de Stat din Michigan.
Perrigo se angajează în achiziționarea (pentru reevaluare), fabricarea și vânzarea de produse de îngrijire a sănătății de consum, medicamente generice eliberate pe bază de rețetă și ingrediente farmaceutice active (API), în principal în Statele Unite, de la baza sa din Irlanda. La 21 decembrie 2018, Perrigo a suferit cea mai mare cădere a prețului acțiunilor într-o zi din istoria sa, după ce comisarii irlandezi ai fiscului au emis o cerere de rambursare a impozitelor împotriva Perrigo care echivala cu jumătate din valoarea sa de piață.

## Istoric
L. Perrigo Company a fost fondată în 1887 în Allegan, Michigan, de către Luther și Charles Perrigo, care conduceau un magazin generalist.
În 1991, Perrigo a avut o ofertă publică inițială pe NASDAQ.
În martie 2005, firma a achiziționat Agis Industries Limited (TASE:AGIS), o companie de produse farmaceutice generice cu sediul în Israel, printr-o tranzacție de 850 de milioane de dolari. Agis a fost fondată în 1983 de Mori Arkin, care a dezvoltat mica afacere de import de medicamente a tatălui său într-o companie multinațională de produse farmaceutice generice. În urma achiziției, Arkin deținea 9% din Perrigo și a fost numit vicepreședinte al companiei.
În iulie 2013, Perrigo a anunțat că va executa o inversiune fiscală corporativă în Irlanda pentru a evita impozitul pe profit în SUA, prin intermediul unei achiziții de 8,6 miliarde de dolari a companiei Elan Corporation, cu sediul în Irlanda. Din noiembrie 2018, Perrigo este a șasea cea mai mare inversiune fiscală din istoria. Peste 70% din vânzările Perrigo și un procent și mai mare din profiturile Perrigo provin din sistemul de sănătate din SUA.
În aprilie 2015, Perrigo a primit o ofertă de preluare nesolicitată de la Mylan, în valoare de 29 de miliarde de dolari, care a fost în cele din urmă respinsă de conducere și de acționari. În mai 2016, investitorii Perrigo au dat în judecată compania din cauza declarațiilor făcute în timpul ofertei Mylan, despre care se spune că ar fi convins acționarii să voteze împotriva tranzacției. În lunile premergătoare acestui proces, președintele și directorul general al companiei, Joseph Papa, căruia i s-a atribuit meritul de a fi "respins" oferta Mylan, a plecat pentru a prelua rolul de director general la Valeant. După plecarea lui Papa, John Hendrickson, care era la acel moment președintele companiei, a preluat rolurile suplimentare de președinte și CEO. Hendrickson a fost succedat de Uwe Roehrhoff în ianuarie 2018 Murray S. Kessler este actualul președinte și CEO.
În iunie 2022, Perrigo și-a mutat sediul central din Allegan în centrul orașului Grand Rapids, la aproximativ 65 km nord, în cadrul parcului de inovare Grand Rapids al Universității de Stat din Michigan. Compania își menține în continuare birourile și producția în campusul din Allegan.

### Achiziții
Perrigo este o companie farmaceutică care a făcut mai multe achiziții de-a lungul anilor. În 2008 a achiziționat Galpharm Healthcare, J.B. Laboratories, Laboratorios Diba S.A. și Unico Holdings. În 2010, a achiziționat Orion Laboratories Pty, Ltd. și PBM Holdings, Inc. În 2011, a anunțat că intenționează să achiziționeze Paddock Laboratories Inc. În 2012, a intrat în categoria produselor pentru bunăstarea animalelor prin achiziționarea Sergeant's Pet Care Products, Inc. În 2013, a achiziționat Rosemont Pharmaceuticals Ltd. și Élan, ceea ce a permis Perrigo să se reîntregească ca o companie irlandeză. În 2014, a fost de acord să cumpere Omega Pharma pentru aproximativ 4,5 miliarde de dolari. În 2016 a achiziționat Geiss, Destin & Dunn. În 2019, a achiziționat Ranir Global Holdings LLC. În 2020, a achiziționat activele de îngrijire orală ale High Ridge Brands. În 2021, și-a vândut afacerea cu medicamente generice către Altaris Capital Partners și a achiziționat HRA Pharma de la Astorg și Goldman Sachs Asset Management pentru 2,1 miliarde de dolari.